# Ágnes Kovács
Ágnes Kovács (Budapest, 13 luglio 1981) è un'ex nuotatrice ungherese.
Specializzata nella rana, ha vinto una medaglia d'oro ai Giochi olimpici di Sydney 2000 e una di bronzo ad Atlanta 1996, sempre nei 200 m rana.
Nel 2014 è diventata una dei Membri dell'International Swimming Hall of Fame.

## Palmarès
- Olimpiadi

Atlanta 1996: bronzo nei 200m rana.
Sydney 2000: oro nei 200m rana.
- Mondiali

Perth 1998: oro nei 200m rana.
Fukuoka 2001: oro nei 200m rana e bronzo nei 100m rana.
- Europei

Vienna 1995: argento nella 4x100m misti e bronzo nei 100m rana.
Siviglia 1997: oro nei 100m rana e nei 200m rana.
Istanbul 1999: oro nei 50m rana, nei 100m rana e nei 200m rana.
Helsinki 2000: oro nei 50m rana e nei 100m rana e argento nei 200m rana.
Budapest 2006: bronzo nei 50m rana, nei 100m rana e nei 200m rana.
- Europei in vasca corta

Lisbona 1999: argento nei 50m rana, nei 100m rana e nei 200m rana.
Riesa 2002: bronzo nei 100m rana.

## Riconoscimenti
- European Swimmer of the Year: 1997, 1998